# Inga yasuniana
Inga yasunianas é uma espécie vegetal da família Fabaceae.
Árvore encontrada na Amazonia equatoriana em terra firme (áreas não inundáveis), onde é conhecida a partir de dois locais entre o rio Napo e o rio Tiputini ao longo do gasodutodo e da estrada de Pompeya até Sur-Iro (75º28'E, 0º42'S) dentro do Parque Nacional Yasuní e da Reserva Étnica de la Comunidad Indígena Huaorani ou Waorani de origem quéchua.
Aparentemente muito rara, já que o inventário de 200 mil árvores em Yasuní, não conseguiu chegar a um único indivíduo dessa espécie distinta (N. Pitman et al. Romero-Saltos H. et al., R. et Valência al., dados não publicados). Além da destruição do habitat, aravés do desmatamento, não há ameaças conhecidas.
Foram plantadas árvores em um experimento de silvicultura na reserva particular Sacha Jatun a partir de sementes obtidas de uma árvaore em Pompeya.